# 캄페오나투 카리오카
캄페오나투 이스타두아우 두 히우지자네이루(포르투갈어: Campeonato Estadual do Rio de Janeiro) 또는 캄페오나투 카리오카(포르투갈어: Campeonato Carioca)는 16개 팀이 참가하는 리우데자네이루주의 최상위 축구 리그로, 1906년에 창설되었다. 캄페오나투 카리오카는 상파울루주의 캄페오나투 파울리스타, 바이아주의 캄페오나투 바이아누를 뒤이어 브라질에서 세번째로 오래된 주리그이다. 이 대회의 대표적인 구단들로는 CR 플라멩구, 플루미넨시 FC, CR 바스쿠 다 가마, 보타포구 FR이 있다. 캄페오나투 카리오카는 페데라상 지 푸치보우 두 이스타두 두 히우지자네이루 (FFERJ)의 주관 아래 행해진다.
대회 최다 우승팀은 CR 플라멩구로, 2017시즌까지 총 34번 트로피를 들어올렸다. 21세기가 되기전 최다 우승팀은 플루미넨시 FC이었으며, 20세기까지는 플루미넨시가 28회 우승으로 최다 우승 기록을 유지하고 있었다.

## 역대 우승팀

### 시즌별 우승팀

#### 아마추어 시기
| 시즌      | 우승                        | 준우승            | 득점왕                             | 소속                         | 득점수 |
| --------- | --------------------------- | ----------------- | ---------------------------------- | ---------------------------- | ------ |
| 1906      | 플루미넨시 (1)              | 파이산두 AC       | Horácio Costa                      | 플루미넨시                   | 18     |
| 1907      | 보타포구 (1) 플루미넨시 (2) | 파이산두 AC       | Flávio Ramos                       | 보타포구                     | 6      |
| 1908      | 플루미넨시 (3)              | 보타포구 아메리카 | Emílio Etchegaray Edwin Cox        | 플루미넨시                   | 13     |
| 1909      | 플루미넨시 (4)              | 보타포구          | Flávio Ramos                       | 보타포구                     | 16     |
| 1910      | 보타포구 (2)                | 플루미넨시        | Abelardo Delamare                  | 보타포구                     | 22     |
| 1911      | 플루미넨시 (5)              | 아메리카          | James Calvert                      | 플루미넨시                   | 5      |
| 1912 LMSA | 파이산두 (1)                | 플라멩구          | Henry Robinson                     | 파이산두                     | 24     |
| 1912 AFRJ | 보타포구 (3)                | 아메리카누        | Mimi Sodré                         | 아메리카누                   | 12     |
| 1913      | 아메리카 (2)                | 플라멩구          | Mimi Sodré                         | 보타포구                     | 13     |
| 1914      | 플라멩구 (1)                | 보타포구          | Ojeda Riemer Harry Welfare         | 아메리카 플라멩구 플루미넨시 | 9      |
| 1915      | 플라멩구 (2)                | 플루미넨시        | Harry Welfare                      | 플루미넨시                   | 19     |
| 1916      | 아메리카 (3)                | 보타포구          | Aluízio                            | 보타포구                     | 12     |
| 1917      | 플루미넨시 (6)              | 아메리카          | Luís Menezes                       | 보타포구                     | 16     |
| 1918      | 플루미넨시 (7)              | 보타포구          | Luís Menezes                       | 보타포구                     | 21     |
| 1919      | 플루미넨시 (7)              | 플라멩구          | Brás de Oliveira                   | 상크리스토방                 | 24     |
| 1920      | 플라멩구 (3)                | 플루미넨시        | Arlindo Correia Pacheco Claudionor | 보타포구 방구                | 17     |
| 1921      | 플라멩구 (4)                | 아메리카          | 노노                               | 플라멩구                     | 11     |
| 1922      | 아메리카 (4)                | 플라멩구          | Pastor                             | 방구                         | 10     |
| 1921      | 바스쿠 다 가마 (1)          | 플라멩구          | 노노                               | 플라멩구                     | 17     |
| 1924 AMEA | 플루미넨시 (9)              | 플라멩구          | Nilo                               | 플루미넨시                   | 28     |
| 1924 LMDT | 바스쿠 다 가마 (2)          | 본수세수          | 텔레                               | 안드라이                     | 16     |
| 1925      | 플라멩구 (5)                | 플루미넨시        | 노노                               | 플라멩구                     | 27     |
| 1926      | 상크리스토방 (1)            | 바스쿠 다 가마    | Vicente                            | 상크리스토방                 | 25     |
| 1927      | 플라멩구 (6)                | 플루미넨시        | Nilo                               | 보타포구                     | 30     |
| 1928      | 아메리카 (5)                | 바스쿠 다 가마    | Vicente 텔레                       | 상크리스토방 안드라이        | 20     |
| 1929      | 바스쿠 다 가마 (3)          | 아메리카          | Russinho 텔레                      | 바스쿠 다 가마 아메리카      | 23     |
| 1930      | 보타포구 (6)                | 바스쿠 다 가마    | 프레기뉴 Ladislau                  | 플루미넨시 방구              | 20     |
| 1931      | 아메리카 (6)                | 바스쿠 다 가마    | Russinho                           | 바스쿠 다 가마               | 17     |
| 1932      | 보타포구 (6)                | 플라멩구          | 프레기뉴                           | 플루미넨시                   | 21     |
| 1933AMEA  | 보타포구 (7)                | 플루미넨시        | Nilo                               | 보타포구                     | 19     |
| 1934AMEA  | 보타포구 (8)                | 올라리아          | Bianco                             | 안드라이                     | 13     |

#### 프로 시기
| 시즌    | 우승                | 준우승                  | 득점왕                                 | 소속                    | 득점수 |
| ------- | ------------------- | ----------------------- | -------------------------------------- | ----------------------- | ------ |
| 1933LCF | 방구 (6)            | 안드라이                | Tião                                   | 방구                    | 13     |
| 1934LCF | 바스쿠 다 가마 (4)  | 상크리스토방            | Alfredinho                             | 플라멩구                | 10     |
| 1935FMD | 보타포구 (9)        | 바스쿠 다 가마          | Ladislau                               | 방구                    | 18     |
| 1935LCF | 아메리카 (6)        | 플루미넨시              | China                                  | 본수세수                | 16     |
| 1936FMD | 바스쿠 다 가마 (5)  | 마두레이라              | 카르발류 레이치                        | 보타포구                | 15     |
| 1936LCF | 플루미넨시 (10)     | 플라멩구                | 에르쿨리스                             | 플루미넨시              | 23     |
| 1937    | 플루미넨시 (11)     | 플라멩구                | 니기뉴                                 | 바스쿠 다 가마          | 25     |
| 1938    | 플루미넨시 (12)     | 플라멩구                | 카르발류 레이치                        | 보타포구                | 16     |
| 1939    | 플라멩구 (7)        | 바스쿠 다 가마          | 카르발류 레이치                        | 보타포구                | 22     |
| 1940    | 플루미넨시 (13)     | 플라멩구                | 레오니다스                             | 플라멩구                | 30     |
| 1941    | 플루미넨시 (14)     | 플라멩구                | 실비우 피릴루                          | 플라멩구                | 39     |
| 1942    | 플라멩구 (8)        | 보타포구                | 엘레누                                 | 보타포구                | 28     |
| 1943    | 플라멩구 (9)        | 플루미넨시              | João Pinto                             | 상크리스토방            | 26     |
| 1944    | 플라멩구 (10)       | 바스쿠 다 가마          | Geraldino                              | 칸투 두 히우            | 19     |
| 1945    | 바스쿠 다 가마 (6)  | 보타포구                | Lelé                                   | 바스쿠 다 가마          | 19     |
| 1946    | 플루미넨시 (15)     | 보타포구                | 호드리게스                             | 플루미넨시              | 28     |
| 1947    | 바스쿠 다 가마 (7)  | 보타포구                | Dimas                                  | 바스쿠 다 가마          | 18     |
| 1948    | 보타포구 (10)       | 바스쿠 다 가마          | Orlando Otávio                         | 플루미넨시 보타포구     | 21     |
| 1949    | 바스쿠 다 가마 (8)  | 플루미넨시              | 아데미르                               | 바스쿠 다 가마          | 31     |
| 1950    | 바스쿠 다 가마 (9)  | 아메리카                | 아데미르                               | 바스쿠 다 가마          | 25     |
| 1951    | 플루미넨시 (16)     | 방구                    | Carlyle                                | 플루미넨시              | 23     |
| 1952    | 바스쿠 다 가마 (10) | 플라멩구                | Menezes 지지뉴                         | 방구                    | 19     |
| 1953    | 플라멩구 (11)       | 플루미넨시              | 베니테스                               | 플라멩구                | 22     |
| 1954    | 플라멩구 (12)       | 아메리카                | 지누 다 코스타                         | 보타포구                | 24     |
| 1955    | 플라멩구 (13)       | 아메리카                | Paulinho                               | 플라멩구                | 23     |
| 1956    | 바스쿠 다 가마 (11) | 플루미넨시              | 바우두                                 | 플루미넨시              | 22     |
| 1957    | 보타포구 (11)       | 플루미넨시              | 파울루 발렌칭                          | 보타포구                | 22     |
| 1958    | 바스쿠 다 가마 (12) | 플라멩구                | 콰렌치냐                               | 보타포구                | 20     |
| 1959    | 플루미넨시 (17)     | 보타포구                | 콰렌치냐                               | 보타포구                | 20     |
| 1960    | 아메리카 (7)        | 플루미넨시              | 콰렌치냐                               | 보타포구                | 25     |
| 1961    | 보타포구 (12)       | 플라멩구                | 아마리우두                             | 보타포구                | 18     |
| 1962    | 보타포구 (12)       | 플라멩구                | Saulzinho                              | 바스쿠 다 가마          | 18     |
| 1963    | 플라멩구 (12)       | 플루미넨시              | Bianchini                              | 방구                    | 18     |
| 1964    | 플루미넨시 (18)     |                         | Amoroso                                | 플루미넨시              | 19     |
| 1965    | 플라멩구 (15)       | 방구                    | Amoroso                                | 플루미넨시              | 10     |
| 1966    | 방구 (2)            | 플라멩구                | Paulo Borges                           | 방구                    | 16     |
| 1967    | 보타포구 (14)       | 방구                    | Paulo Borges                           | 방구                    | 13     |
| 1968    | 보타포구 (14)       | 바스쿠 다 가마          | Roberto                                | 보타포구                | 13     |
| 1969    | 플루미넨시 (19)     | 보타포구                | 플라비우                               | 플루미넨시              | 15     |
| 1970    | 바스쿠 다 가마 (13) | 플루미넨시              | 플라비우                               | 플루미넨시              | 18     |
| 1971    | 플루미넨시 (20)     | 보타포구                | 카주                                   | 보타포구                | 11     |
| 1972    | 플라멩구 (16)       | 플루미넨시              | 도바우                                 | 플라멩구                | 16     |
| 1973    | 플루미넨시 (21)     | 바스쿠 다 가마          | 다리우                                 | 플라멩구                | 15     |
| 1974    | 플라멩구 (17)       | 바스쿠 다 가마          | 루이지뉴 톰부                          | 아메리카                | 20     |
| 1975    | 플루미넨시 (22)     | 보타포구 바스쿠 다 가마 | 지쿠                                   | 플라멩구                | 30     |
| 1976    | 플루미넨시 (23)     | 바스쿠 다 가마          | 도바우                                 | 플루미넨시              | 20     |
| 1977    | 바스쿠 다 가마 (14) | 플라멩구                | 지쿠                                   | 플라멩구                | 27     |
| 1978    | 플라멩구 (18)       | 바스쿠 다 가마          | 지쿠 클라우디우 아당 호베르투 지나미치 | 플라멩구 바스쿠 다 가마 | 19     |
| 1979    | 플라멩구 (19)       | 플루미넨시              | 지쿠                                   | 플라멩구                | 26     |
| 1979특  | 플라멩구 (20)       | 바스쿠 다 가마          | 지쿠                                   | 플라멩구                | 34     |
| 1980    | 플루미넨시 (24)     | 바스쿠 다 가마          | 클라우디우 아당                        | 플루미넨시              | 20     |
| 1981    | 플라멩구 (21)       | 바스쿠 다 가마          | 호베르투 지나미치                      | 바스쿠 다 가마          | 31     |
| 1982    | 바스쿠 다 가마 (15) | 플라멩구                | 지쿠                                   | 플라멩구                | 21     |
| 1983    | 플루미넨시 (25)     | 플라멩구                | 루이지뉴 톰부                          | 아메리카                | 22     |
| 1984    | 플루미넨시 (26)     | 플라멩구                | Baltazar 클라우디우 아당               | 보타포구 방구           | 12     |
| 1985    | 플루미넨시 (27)     | 방구                    | 호베르투 지나미치                      | 바스쿠 다 가마          | 12     |
| 1986    | 플라멩구 (22)       | 바스쿠 다 가마          | 호마리우                               | 바스쿠 다 가마          | 16     |
| 1987    | 바스쿠 다 가마 (16) | 플라멩구                | 호마리우                               | 바스쿠 다 가마          | 16     |
| 1988    | 바스쿠 다 가마 (17) | 플라멩구                | 베베투                                 | 플라멩구                | 17     |
| 1989    | 보타포구 (15)       | 플라멩구                | 베베투                                 | 플라멩구                | 18     |
| 1990    | 보타포구 (16)       | 바스쿠 다 가마          | 가우슈                                 | 플라멩구                | 14     |
| 1991    | 플라멩구 (23)       | 플루미넨시              | 가우슈                                 | 플라멩구                | 17     |
| 1992    | 바스쿠 다 가마 (18) | 플라멩구                | Ézio                                   | 플루미넨시              | 15     |
| 1993    | 바스쿠 다 가마 (19) | 플루미넨시              | Valdir                                 | 바스쿠 다 가마          | 19     |
| 1994    | 바스쿠 다 가마 (20) | 플라멩구                | Charles 툴리우                         | 플라멩구 보타포구       | 14     |
| 1995    | 플루미넨시 (28)     | 플라멩구                | 툴리우                                 | 보타포구                | 27     |
| 1996    | 플라멩구 (24)       | 바스쿠 다 가마          | 호마리우                               | 플라멩구                | 26     |
| 1997    | 보타포구 (17)       | 바스쿠 다 가마          | 호마리우                               | 플라멩구                | 18     |
| 1998    | 바스쿠 다 가마 (21) | 플라멩구                | 호마리우                               | 플라멩구                | 10     |
| 1999    | 플라멩구 (25)       | 바스쿠 다 가마          | 호마리우                               | 플라멩구                | 19     |
| 2000    | 플라멩구 (26)       | 바스쿠 다 가마          | 호마리우                               | 바스쿠 다 가마          | 19     |
| 2001    | 플라멩구 (27)       | 바스쿠 다 가마          | 이지우송                               | 플라멩구                | 16     |
| 2002    | 플루미넨시 (29)     | 아메리카누              | Fábio                                  | 보우타헤돈다            | 16     |
| 2003    | 바스쿠 다 가마 (22) | 플루미넨시              | 파비우 발라                            | 플루미넨시              | 10     |
| 2004    | 플라멩구 (28)       | 바스쿠 다 가마          | Valdir                                 | 바스쿠 다 가마          | 14     |
| 2005    | 플루미넨시 (30)     | 보우타헤돈다            | 툴리우 코스타                          | 보우타헤돈다            | 12     |
| 2006    | 보타포구 (18)       | 마두레이라              | 도도                                   | 보타포구                | 9      |
| 2007    | 플라멩구 (29)       | 보타포구                | 도도 마르셀루                          | 보타포구 마두레이라     | 13     |
| 2008    | 플라멩구 (30)       | 보타포구                | 웰링톤 파울리스타                      | 보타포구                | 14     |
| 2009    | 플라멩구 (30)       | 보타포구                | 마이코수에우                           | 보타포구                | 12     |
| 2010    | 보타포구 (19)       | 플라멩구                | 바그네르 로비                          | 플라멩구                | 15     |
| 2011    | 플라멩구 (32)       | 플루미넨시              | 프레드                                 | 플루미넨시              | 10     |
| 2012    | 플루미넨시 (31)     | 보타포구                | 알렉산드루                             | 바스쿠 다 가마          | 12     |
| 2013    | 보타포구 (20)       | 플라멩구                | 에르나니                               | 플라멩구                | 12     |
| 2014    | 플라멩구 (33)       | 바스쿠 다 가마          | 에드미우송                             | 바스쿠 다 가마          | 11     |
| 2015    | 바스쿠 다 가마 (23) | 보타포구                | 프레드                                 | 플루미넨시              | 11     |
| 2016    | 바스쿠 다 가마 (24) | 보타포구                | 치아구 아마라우                        | 보우타헤돈다            | 10     |
| 2017    | 플라멩구 (34)       | 플루미넨시              | 파올로 게레로                          | 플라멩구                | 10     |

### 구단별 우승 횟수
| 구단           | 우승 | 준우승 | 우승 연도 |
| -------------- | ---- | ------ | --- |
| 플라멩구       | 34   | 31     | 1914, 1915, 1920, 1921, 1925, 1927, 1939, 1942, 1943, 1944, 1953, 1954, 1955, 1963, 1965, 1972, 1974, 1978, 1979, 1979, 1981, 1986, 1991, 1996, 1999, 2000, 2001, 2004, 2007, 2008, 2009, 2011, 2014, 2017 |
| 플루미넨시     | 31   | 22     | 1906, 1907, 1908, 1909, 1911, 1917, 1918, 1919, 1924, 1936, 1937, 1938, 1940, 1941, 1946, 1951, 1959, 1964, 1969, 1971, 1973, 1975, 1976, 1980, 1983, 1984, 1985, 1995, 2002, 2005, 2012                   |
| 바스쿠 다 가마 | 24   | 24     | 1923, 1924, 1929, 1934, 1936, 1945, 1947, 1949, 1950, 1952, 1956, 1958, 1970, 1977, 1982, 1987, 1988, 1992, 1993, 1994, 1998, 2003, 2015, 2016                                                             |
| 보타포구       | 20   | 20     | 1907, 1910, 1912, 1930, 1932, 1933, 1934, 1935, 1948, 1957, 1961, 1962, 1967, 1968, 1989, 1990, 1997, 2006, 2010, 2013                                                                                     |
| 아메리카       | 7    | 7      | 1913, 1916, 1922, 1928, 1931, 1935, 1960 |
| 방구           | 2    | 6      | 1933, 1966 |
| 상크리스토방   | 1    | 1      | 1926 |
| 파이산두       | 1    | 1      | 1912 |

- 파이산두 AC는 종합 스포츠 클럽이었으며, 1914년에 축구단을 해체하였다.